# Leont d'Atenes
Leont d'Atenes (en llatí Leon, -ontis, en grec antic Λέων, -οντος) fou un militar atenenc que va ser enviat amb deu vaixells el 412 aC per col·laborar amb l'esquadró de Diomedó durant la guerra del Peloponnès.
L'any 411 aC els dos generals es van unir tant en operacions navals com en actuacions polítiques al moviment revolucionari de l'exèrcit atenenc a Samos contra el govern dels Quatre-cents.
Segons Xenofont va ser un dels deu generals nomenats el 407 aC per substituir a Alcibíades, i era amb Erasínides i Conó quan els perseguia l'almirall espartà Cal·licràtides i es van haver de refugiar a Mitilene.
Xenofont, però, en un altre passatge es contradiu i no menciona Lleó sinó a Lísias com un dels deu generals substituts, i Diodor de Sicília menciona a Lisànias, potser un error per Lísies, com un dels generals substituts, sense mencionar Lleó, i després parla de Lísies com un dels que va tornar de la batalla de les Arginuses. La teoria de l'historiador i bisbe Connop Thirlwall és que Lleó va ser nomenat inicialment un dels deu, però poc més tard va caure en mans de Cal·licràtides a Mitilene i Lísies el va substituir.